# Ian Ruff
Ian Ruff (Austrália, 16 de dezembro de 1946) é um velejador australiano.

## Carreira
Ian Ruff representou seu país nos Jogos Olímpicos de 1976, no qual conquistou a medalha de bronze na classe  470. 